# Futbola Klubs Lokomotīve Daugavpils
Il Futbola Klubs Lokomotīve Daugavpils, o più semplicemente Lokomotīve Daugavpils, è stata una società calcistica lettone con sede nella città di Daugavpils.

## Storia
Fu fondata nel 1994, con quello che fu uno dei nomi del Dinaburg.
Si iscrisse immediatamente alla 1. Līga dove finì quarta; l'anno seguente, alla seconda stagione di attività, grazie al secondo posto in 1. Līga 1995 raggiunse la Virslīga, massima serie lettone.
Dopo aver ottenuto due salvezza consecutive difficoltà economiche portarono il club alla chiusura.

## Strutture

### Stadio
Disputava le partite casalinghe nello Stadio Celtnieks di Daugavpils (4.100 posti), struttura condivisa con il Dinaburg.

## Palmarès

### Altri piazzamenti
- 1. Līga:

Secondo posto: 1995